# Dzieciaki z osiedla
Dzieciaki z osiedla (szw. Förortsungar – szwedzki komediodramat z 2006 roku w reżyserii Catti Edfeldt i Ylva Gustavssona.

## Opis fabuły
Amina (Beylula Kidane Adgoy), która wraz z dziadkiem przybywa do Szwecji w poszukiwaniu lepszego życia niż w Afryce, ma jeszcze cięższe życie niż w ojczystym kraju. Zaraz po przyjeździe do Szwecji dziadek Aminy umiera. Dziewczyna od tego czasu ukrywa się u zaprzyjaźnionego rockmana Johana (Gustaf Skarsgård), bez zgody na pobyt w Szwecji. W tym samym bloku zamieszkuje Mirre (Embla Hjulström) wraz ze swoją ciotką. Amina postanawia zaprzyjaźnić się z dziewczyną. Obie walczą o to, aby Amina zamieszkała na zawsze u Johana i była legalną obywatelką Szwecji.

## Obsada
- Beylula Kidane Adgoy jako Amina
- Gustaf Skarsgård jako Johan
- Embla Hjulström jako Mirre
- Jennifer Brown jako Janet
- Sanna Ekman jako Maggan
- Sunil Munshi jako Jesper
- Hannu Kiaviaho jako Pecka
- Teodor Runsjö jako Micke
- Jonathan Kurkson jako Hassan
- Alejandro Castillo jako Antonio
- Dogge Doggelito jako Viktor
- Ahmadu Jah jako Said
- Fredrik Eddari jako Ali
- Olle Sarri jako Berra
- Douglas Johansson jako Socialchef